# Résilience weickienne
Pour les articles homonymes, voir Résilience.
La résilience en gestion ou résilience weickienne est une application du phénomène de résilience aux organisations. C'est la capacité, pour une organisation, à maintenir un système d’actions organisé face à une situation inhabituelle dans le but de préserver la vie de l'organisation.

## Qu’est-ce que la résilience?
La résilience a été empiriquement étudiée par Karl E. Weick dans son célèbre article qui traite de la dissolution d’un groupe de seize pompiers lors d’un incendie de forêt aux États-Unis (“The Collapse of Sensemaking in Organizations: The Mann Gulch Disaster”, Administrative Science Quarterly, Vol.38 : 628-652, 1993).
Dans cet article, il est question d’un groupe de seize pompiers qui confrontés à un incendie d’envergure inhabituelle se sent désarmé et impuissant. En effet, les seize pompiers ne parviennent pas à faire face à l’incendie et treize d’entre eux y trouvent la mort. Dans cet article, Weick dévoile comment une organisation peut se maintenir en vie lors d’une situation imprévue et d’envergure dangereuse. Pour ce faire, l’auteur énonce les raisons qui ont été à l’origine de la dissolution du groupe et avancent des sources de résilience qui auraient pu éviter le drame et permettre la survie des pompiers.
Dans son article, Weick ne donne pas véritablement une définition de la résilience. Cependant, les raisons de la dissolution du groupe ainsi que les sources de résilience énoncées par l’auteur amènent à avancer que la résilience s’entend comme la capacité à maintenir un système d’actions organisé face à une situation inhabituelle. En d’autres termes, il s’agit de trouver une solution adaptée à la situation rencontrée afin d’enrayer le phénomène qui peut mettre à mal la survie de l’organisation.

## Les conséquences de l'absence de résilience
Selon Weick, l'absence de résilience peut entraîner la dissolution d'une organisation. Dans son article, l'auteur indique que les raisons à l’origine de la dissolution du groupe des pompiers sont :
- l’apparition d’un épisode cosmologique ;
- l’effondrement des rôles respectifs ;
- l’apparition de la panique au sein du groupe.

L’épisode cosmologique correspond à un effondrement de tout ce qui a du sens, et à une perte totale des repères minimums pour un quelconque repositionnement. En effet, lors de l’incendie, les routines habituelles qui ont permis aux pompiers de faire face avec succès aux incendies jusqu’alors rencontrés s’avèrent inefficaces face à cette nouvelle situation. Les pompiers ne sont pas conscients qu’il s’agit d’une situation inhabituelle et qu’il convient alors de renouveler leurs routines.
L’effondrement des rôles respectifs débute lorsque le leader du groupe délègue ses responsabilités pour prendre une pause. Il perd alors toute légitimité, si bien que lorsqu’il veut récupérer son rôle de leader, les ordres qu’il donne ne sont pas pris en considération par le reste du groupe.
Le manque d’un leader conduit à la désintégration du groupe. La prise de conscience de cette situation crée la panique au sein du groupe. On note un manque d’interaction entre les pompiers, chacun agit pour son propre compte. Weick insiste sur l’idée que l’on a beaucoup plus de chance de s’en sortir quand on agit en groupe que quand on agit seul.

## Les sources de résilience
Les sources de résilience mis en avant par Weick pouvant favoriser la résilience d’une organisation sont :
- le fait de maintenir mentalement la structure de l’organisation dans le cas où celle-ci devait s’effondrer ;
- l’attitude de sagesse ;
- l’interaction respectueuse ;
- l’improvisation ou le bricolage.

Le fait de maintenir mentalement la structure organisationnelle dans le cas où celle-ci devait être amenée à s’effondrer est nécessaire pour légitimer la place du leader au sein du groupe.
L’attitude de sagesse consiste à prendre une distance avec son expérience afin d’éviter les erreurs d’interprétation des informations collectées de l’environnement.
L’interaction respectueuse entre les membres de l’organisation est fondamentale pour agir collectivement : c’est ce qui peut permettre de gérer une situation inhabituelle.
L’improvisation ou le bricolage consiste à trouver une nouvelle solution adaptée à la situation.